# Jürgen Rieber

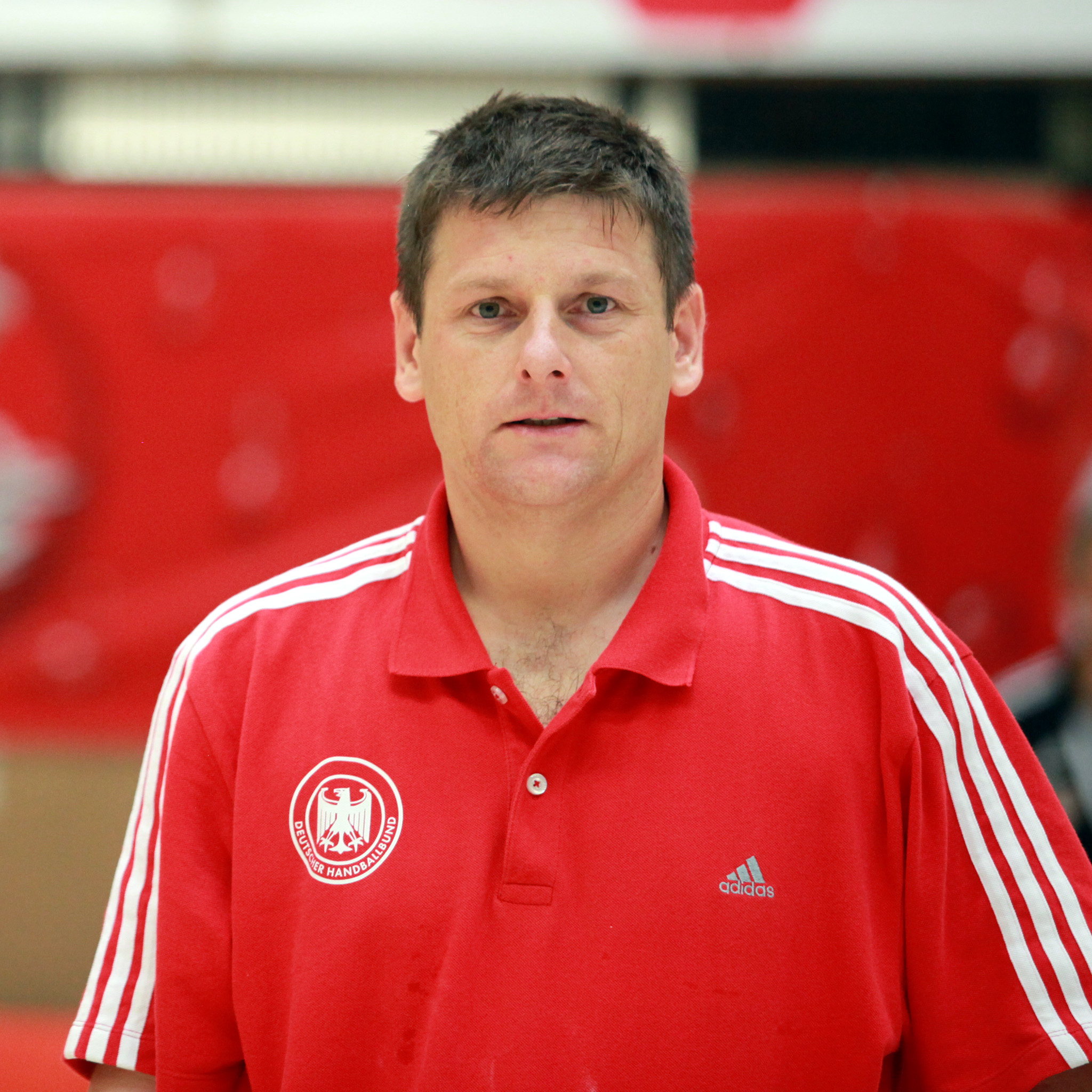
Jürgen Rieber (2011)

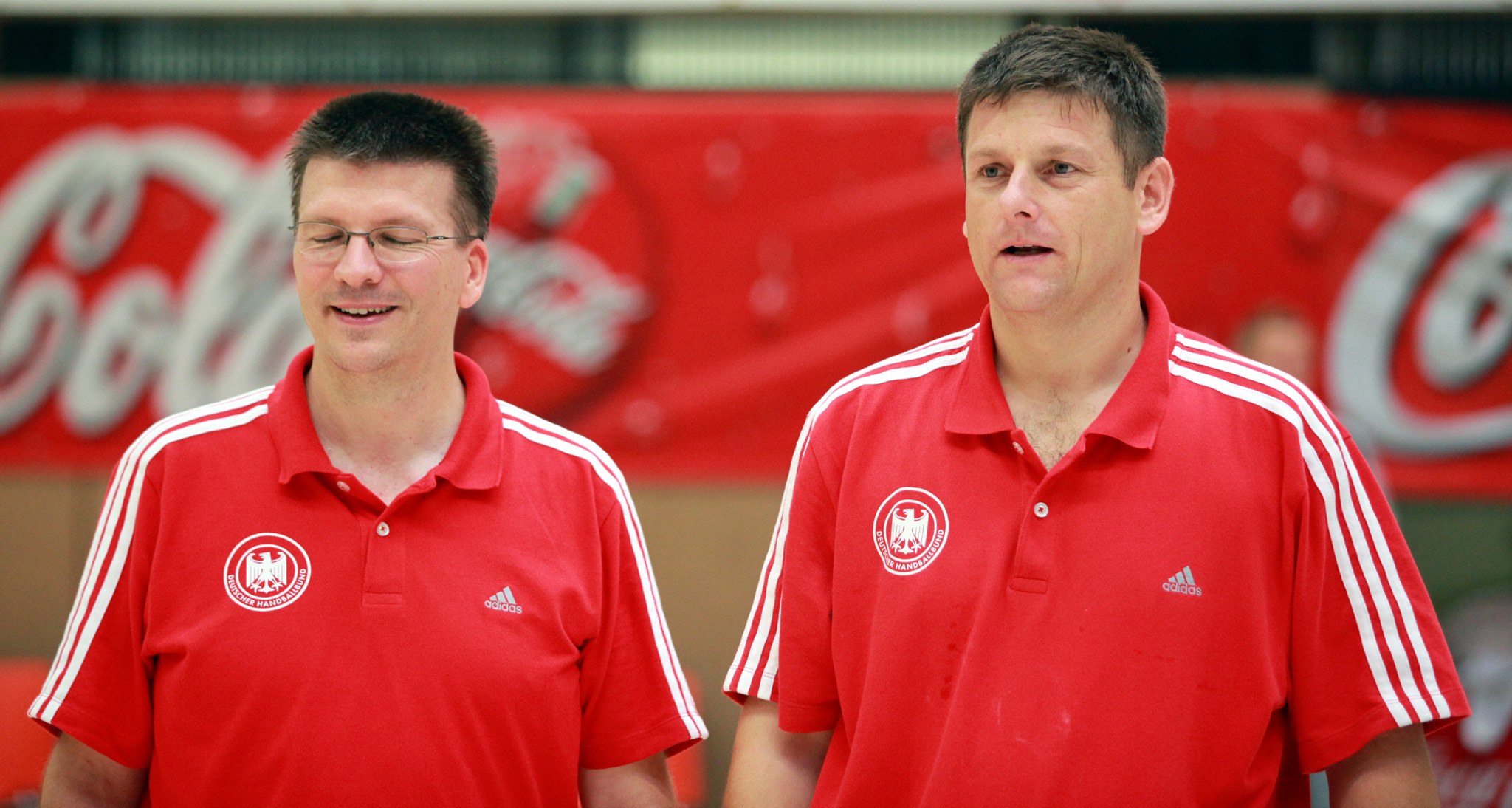
Jürgen Rieber (rechts) mit seinem Gespannpartner Holger Fleisch (2011)

Jürgen Rieber (* 12. März 1965) ist ein deutscher Handballschiedsrichter. Zusammen mit Holger Fleisch bildet er das A-Kader-Gespann Fleisch/Rieber.
Jürgen Rieber begann 1981 als Schiedsrichter. Fünf Jahre später pfiff er erstmals zusammen mit seinem jetzigen Gespannpartner Holger Fleisch. 1996 stiegen beide in den Elitekader des Deutschen Handballbundes (DHB) auf. Seit dem Jahr 2001 werden beide auch international in der Europäischen Handballföderation (EHF) als Schiedsrichter eingesetzt. 2009 wurden sie in den Elitekader der EHF aufgenommen. Dies berechtigt beide zur Spielleitung von Europapokalspielen ab dem Viertelfinale. Auf DHB-Ebene pfiffen beide bisher über 500 und international über 90 Spiele (Stand Mai 2011). Am 11. April 2010 leiteten Fleisch und Rieber das Finale um den DHB-Pokal 2009/10. Sie pfiffen bisher zweimal das Frauenendspiel um die deutsche Meisterschaft und dreimal das DHB-Pokal-Finale der Frauen.
2006 lehnten Fleisch und Rieber Bestechungsversuche von russischen Offiziellen vor einem Champions-League-Spiel der Frauen ab und meldeten den Vorgang umgehend dem Schiedsrichterwart des DHB per SMS. Zudem meldeten sie den Bestechungsversuch schriftlich der EHF, die den Fall nicht veröffentlichte, aber Fleisch und Rieber eine mehrmonatige Schutzsperre auferlegten. Als 2009 Bestechungsversuche im internationalen Handball bekannt wurden (siehe beispielsweise Frank Lemme/Bernd Ullrich und Uwe Schwenker/Zvonimir Serdarušić) die EHF mitteilen ließ, dass ihr bisher „kein einziger Bestechungsvorwurf bekannt und auch kein einziger Vorwurf gemeldet worden sei“, gingen Fleisch und Rieber mit ihrem Fall an die Öffentlichkeit. Erst danach nahm sich die EHF des drei Jahre zurückliegenden Bestechungsversuchs an.
2011 erhielten Holger Fleisch und Jürgen Rieber den Bernhard-Kempa-Preis des Handball-Verbandes Württemberg (HVW). Im Jahr 2013 wurde das Schiedsrichtergespann vom DHB als Schiedsrichter des Jahres ausgezeichnet.
Jürgen Rieber arbeitet als Seminarleiter, wohnt in Nürtingen, ist verheiratet und hat eine Tochter.